# ويب دايفر
ويب درايفر مسلسل أنمي ياباني من إنتاج إستديو راديكس، تم عرض المسلسل لأول مره في 6 أبريل 2001 واستمر عرضه حتى 29 مارس 2002 . تمت دبلجة المسلسل للغة العربية بواسطة مركز الزهرة وعرض على قناة سبيس تون .

## الممثلون
- هزار الحرك
- بثينة شيا
- فدوى سليمان
- رغدة الخطيب
- منصور السلطي
- مجد ظاظا
- محمد خير أبو حسون
- سامر رضوان
و
- مروان فرحات
- فاطمة سعد
- يحيى الكفري
- أنجي اليوسف

## روابط خارجية
- ويب دايفر على موقع ANN anime (الإنجليزية)